# Night of the Animated Dead
Night of the Animated Dead ist der ein Zeichentrickfilm aus dem Jahr 2021. Er basiert auf dem gleichnamigen Film von George A. Romero aus dem Jahr 1968, der in Deutschland unter dem Titel Die Nacht der lebenden Toten erschienen ist.

## Handlung
Johnny und seine Schwester Barbara fahren zu einem Friedhof in Pennsylvania, um das Grab ihres Vaters zu besuchen. Unbemerkt von den Geschwistern führt ein Ausbruch von Untoten dazu, dass Leichen im ganzen Land gleichzeitig wiederbelebt werden. Ein Zombie auf dem Friedhof greift Johnny an und tötet ihn. Barbara flieht zu einem nahe gelegenen Bauernhaus. Ben, ein weiterer Überlebender, der Schutz vor der wachsenden Zombiehorde sucht, schließt sich Barbara im Haus an. Während sich Barbara in einem katatonischen Schockzustand befindet, bekämpft Ben Zombies und beginnt, selbst die Fenster zu vernageln. Ben und Barbara entdecken den feigen Harry Cooper, der sich mit seiner Frau Helen und ihrer verletzten Tochter Karen zusammen mit einem jungen Mann namens Tom und Toms Freundin Judy im Keller versteckt. Schnell kommt es zum Konflikt zwischen Harry und Ben. Ben ist wütend darüber, dass sich die Gruppe so lange im Keller versteckt hat, statt ihm beim Sichern des Hauses zu helfen. Auch über das weitere Vorgehen gibt es Streit: Während Ben lieber im Erdgeschoss des Farmhauses bleiben möchte, um beobachten zu können, was außerhalb des Hauses vor sich geht, und um jederzeit fliehen zu können, möchte sich Harry unbedingt im Keller verstecken und dort einfach auf Hilfe warten. Eine Fernsehnachricht deutet darauf hin, dass der Ausbruch der Untoten möglicherweise durch eine Strahlung verursacht wurde.
Bens Fluchtplan ist es, sein Auto an einer nahe gelegenen Zapfsäule zu betanken, um dann zum nächsten Ort zu fahren. Dabei kommen Tom und Judy durch eine Explosion ums Leben, Bens Auto wird zerstört. Die Zombies fressen die Leichen der beiden und Ben schafft es nur knapp wieder ins Farmhaus zurück – knapp unter anderem auch deshalb, weil Harry Cooper ihm aus Furcht nicht öffnet. Ein weiterer Fernsehnachrichtenbericht zeigt, wie Sheriff McClelland Trupps organisiert, um die Untoten zu jagen und zu töten. Die Zombies belagern das Haus. Die Streitigkeiten eskalieren nun so sehr, dass Ben schließlich auf Harry Cooper schießt und dieser in seinem ausgedehnten Todeskampf die Treppe zum Keller hinunterstürzt. Dort hat sich seine Tochter inzwischen in einen Zombie verwandelt und frisst Harry teilweise auf. Helen Cooper entdeckt diese grausame Szene. Obwohl sie sich durchaus noch retten könnte, kann sie angesichts ihrer Tochter nicht rechtzeitig an eine Flucht denken. Sie wird von dem Zombie, der einmal ihre Tochter war, mit einer Maurerkelle erstochen. Währenddessen zieht die Zombiehorde Barbara nach draußen. Ben, der vorher den Keller als Fluchtort vehement abgelehnt hat, kann sich nur knapp dorthin retten, muss den Coopers, die sich gerade in Zombies verwandelt haben, in den Kopf schießen und nun allein auf Rettung hoffen.
Am Morgen kommen die Männer von Sheriff McClelland draußen an und beginnen die Zombies zu töten. Als Ben die Schüsse hört, geht er wieder nach oben und zu einem Fenster, um nachzuforschen. Sheriff McClelland verwechselt ihn mit einem Zombie und weist einen Mann namens Vince an, Ben in den Kopf zu schießen. Bens Körper wird dann zu einem Haufen hingerichteter Zombies geschleppt, die die Truppe in Brand setzt.

## Veröffentlichung
Der Film wurde digital am 21. September 2021 veröffentlicht. Auf DVD und Blu-ray kam der Film am 5. Oktober 2021 raus. Am 14. Oktober 2021 erschien der Film in einer ungekürzten Fassung mit der Altersfreigabe „keine Jugendfreigabe“.

## Synchronisation
Die deutsche Fassung entstand in Hamburg in den CSC-Studio unter der Regie von Arlette Stanschus nach einem Dialogbuch von Claudia Otto.
| Figur        | Synchronsprecher (Original) | Deutscher Synchronsprecher |
| ------------ | --------------------------- | -------------------------- |
| Barbara      | Katharine Isabelle          | Franciska Friede           |
| John         | Jimmi Simpson               | Markus Hanse               |
| Judy         | Katee Sackhoff              | Leonie Landa               |
| Harry Cooper | Josh Duhamel                | -                          |
| Ben          | Dulé Hill                   | -                          |
| Tom          | James Roday Rodriguez       | -                          |
| Helen Cooper | Nancy Travis                | -                          |

## Rezeption
Der Film hat bei Rotten Tomatoes eine Bewertung von 25 Prozent. Rosie Knight von IGN gab dem Film eine negative Bewertung und schrieb: „Leider trägt er absolut nichts dazu bei, seine eigene Existenz zu rechtfertigen. Stattdessen ist es eine müde Runderneuerung, die die Wirkung des Originals schwächt.“ Gelobt wurde die Animation des Films.